# Ible
Ible lub Ibble – osada i civil parish w Anglii, w Derbyshire, w dystrykcie Derbyshire Dales. W 2001 roku civil parish liczyła 44 mieszkańców. Ible jest wspomniana w Domesday Book (1086) jako Ibeholon.